# Mauno Koivisto

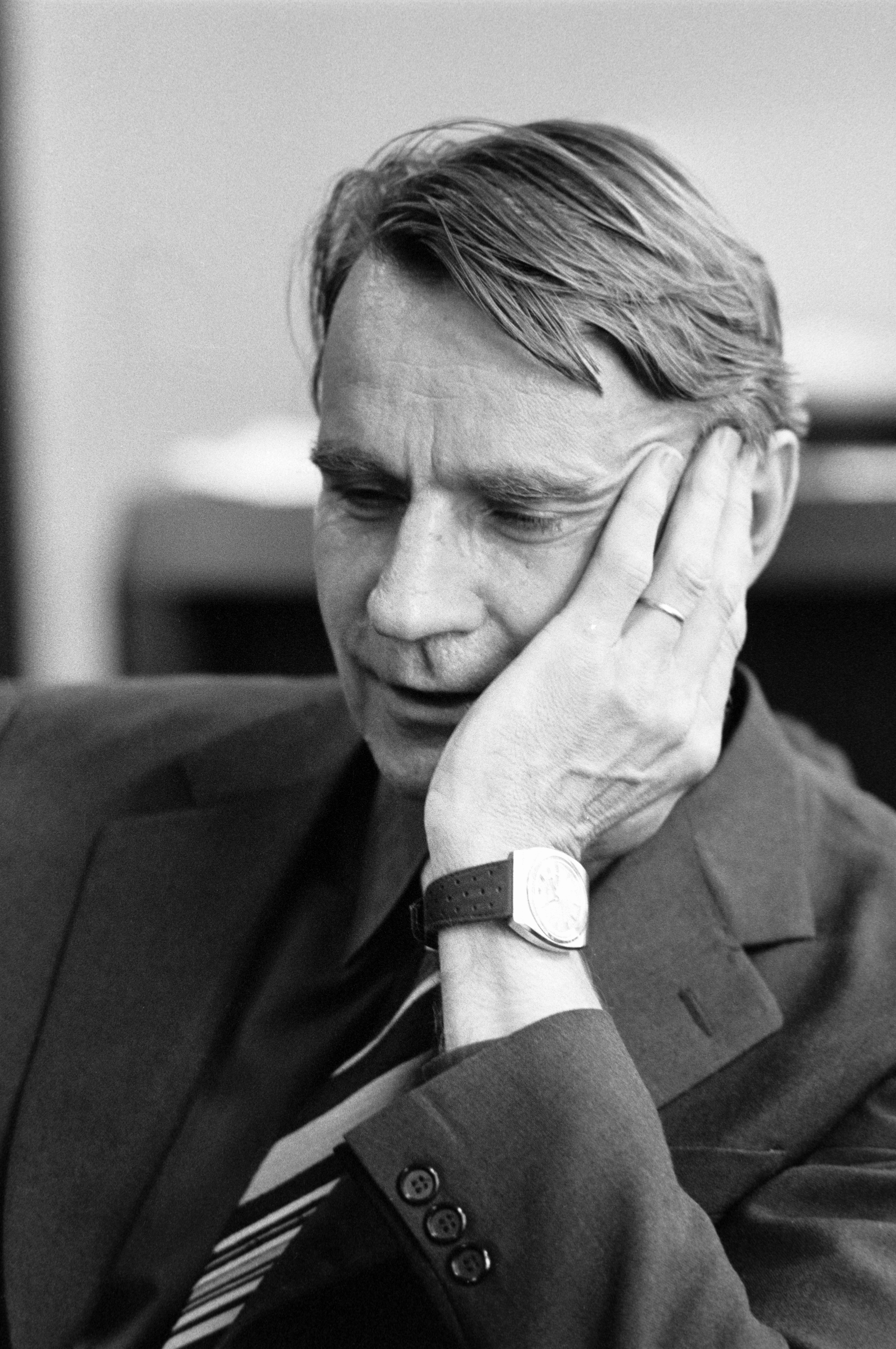
Mauno Koivisto (1970)

Mauno Henrik Koivisto [ˈmau̯nɔ ˈhɛnrik ˈkɔivistɔ] (* 25. November 1923 in Turku; † 12. Mai 2017 in Helsinki) war ein finnischer Politiker. Von 1982 bis 1994 war er der neunte Staatspräsident.

## Biografie
Mauno Koivisto wurde 1923 als zweiter Sohn des Schiffbauers Juho Koivisto geboren, im Alter von 10 Jahren verlor er seine Mutter Hymni Sofia Eskola. Mit 16 Jahren, zum Beginn des Winterkrieges 1939, trat er der Feuerwehreinheit bei. Während des Fortsetzungskrieges diente er ab 1941 in der Infanterieeinheit Törni unter Leitung des berühmten Offiziers Lauri Törni.
Nach dem Zweiten Weltkrieg wurde er politisch aktiv, trat der Sozialdemokratischen Partei bei und arbeitete als Dockarbeiter. Im Jahr 1949 organisierte er einen linksgerichteten Widerstand gegen die kommunistischen Anstifter eines Streiks, welche die Gewerkschaft der Dockarbeiter übernehmen wollten und damit indirekt die Stabilität der Regierung unter Karl-August Fagerholm gefährdeten. Später arbeitete er als Lehrer und traf seine spätere Frau, Tellervo Kankaanranta. Mit dem Bachelor of Arts beendete er 1953 sein Studium, an das sich drei Jahre später seine Doktorarbeit über die sozialen Verhältnisse auf der Werft in Turku anschloss.
Im Jahr 1957 ging er ins Bankgewerbe und wurde später von 1968 bis 1982 Vorsitzender der Finnischen Zentralbank. Im Jahr 1966 siegte die SDP und bildete unter Rafael Paasio eine neue Regierung. Als anerkannter Wirtschafts- und Finanzexperte wurde er in Passios Kabinett für die Jahre 1966 bis 1968 Finanzminister. Unterdessen wurde er Zeuge einer innerparteilichen Spaltung bei der Sozialdemokratischen Partei. Er versuchte daraufhin, das Verhältnis der Partei zu den Kommunisten und zum Präsidenten Urho Kekkonen zu verbessern. Am 22. März 1968 löste Koivisto Paasio für zwei Jahre als Premierminister ab.

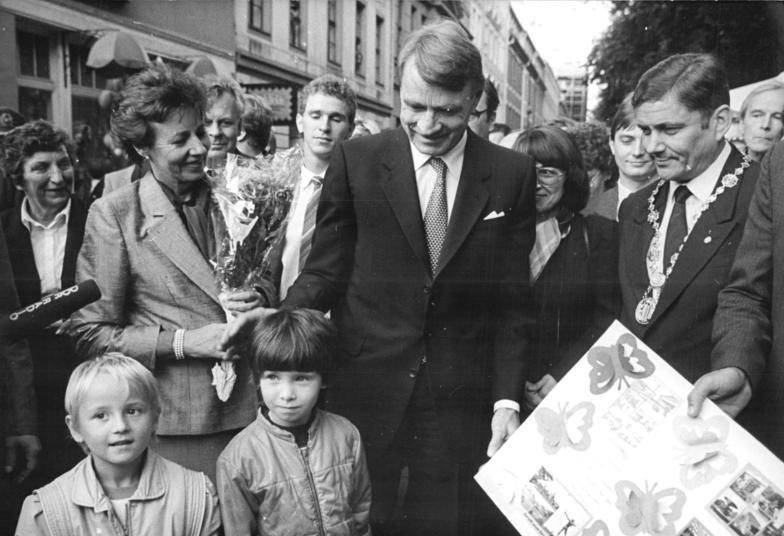
Mauno Koivisto mit Frau beim Rundgang durch Dresden mit Oberbürgermeister Wolfgang Berghofer (30. September 1987)

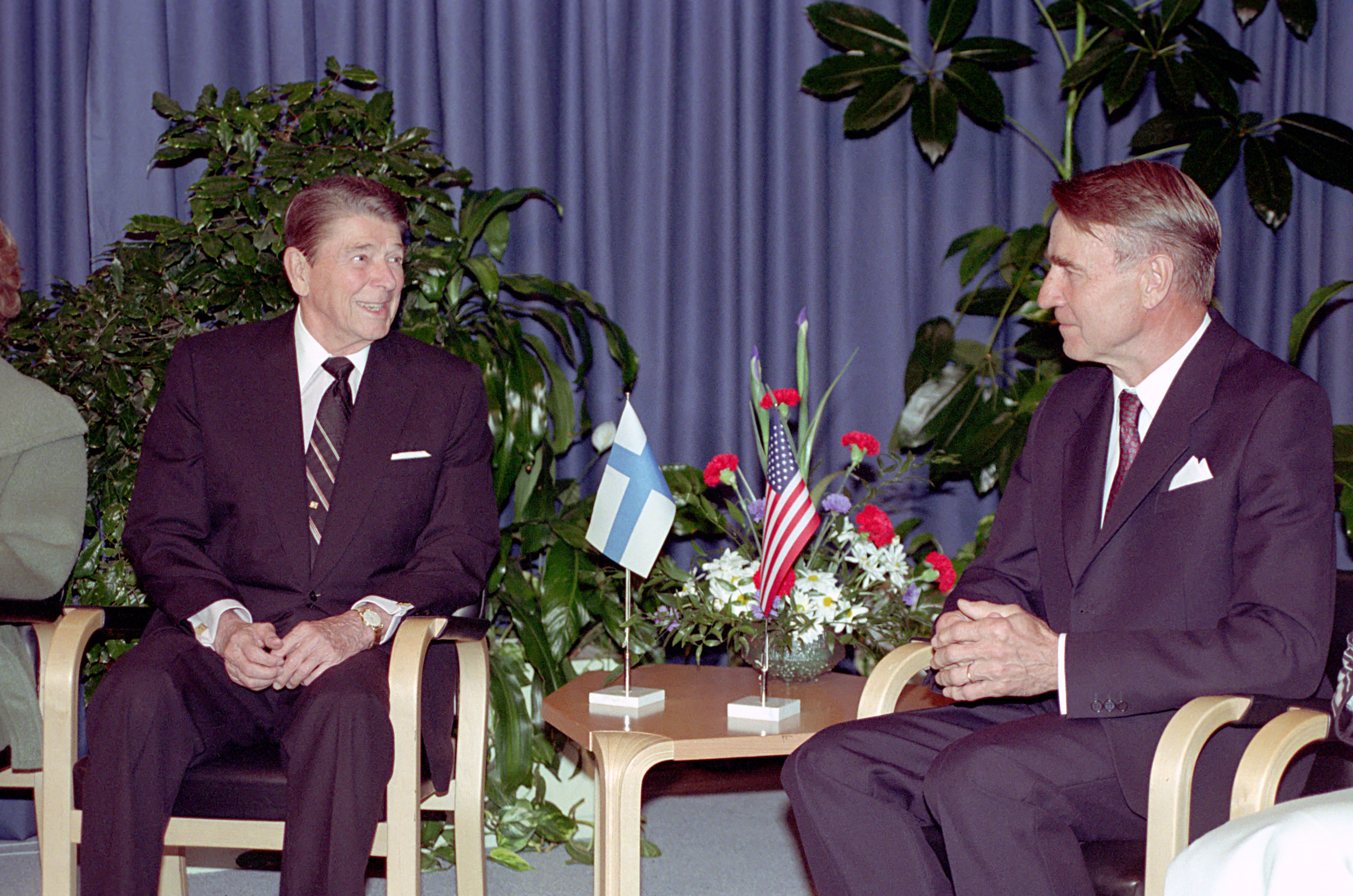
Ronald Reagan und Mauno Koivisto im Jahr 1988

In den 1970er Jahren hielt Kekkonen Koivisto für einen potenziellen Rivalen und unterstützte Kalevi Sorsa. Koivisto verblieb der Posten des Vorsitzenden der Finnischen Zentralbank. 1979 wurde er zum zweiten Mal als Premierminister gewählt und wies Kekkonens Rücktrittsverlangen zurück. Als Kekkonen im 26. Oktober 1981 aus gesundheitlichen Gründen seine Amtsgeschäfte abgeben musste, führte Koivisto das Amt kommissarisch, während Kekkonen formal Präsident blieb. Bei den vorgezogenen Neuwahlen des Wahlmännerkollegiums am 17. und 18. Januar 1982 wurden von der Liste seiner Partei SDP 144 der 301 Wahlmänner gewählt (43,1 %) bei einer Wahlbeteiligung von 86,8 %. Das Wahlmännerkollegium wählte Koivisto anschließend (im zweiten Wahlgang) mit 167 Stimmen zum ersten sozialdemokratischen Präsidenten. Die Vereidigung fand am 27. Januar statt.
Während seines Wahlkampfs distanzierte sich Koivisto von jenen, die mit der Sowjetunion sympathisierten. Als Präsident übte er sich in Zurückhaltung und sein Führungsstil war weit weniger autoritär als der seines Vorgängers Kekkonen. Auf der anderen Seite schätzte er Journalisten nicht sonderlich und nannte sie sogar „Lemminge“. Anfänglich führte er Kekkonens „russlandfreundliche“ Außenpolitik bis zum Zerfall der Sowjetunion fort. Danach wandte er sich anderen Ideen zu und unterstützte den Beitritt zur Europäischen Union (EU).
Koivistos Amtszeit endete am 1. März 1994. Er veröffentlichte seine Autobiographie und wurde danach Wirtschaftspublizist. Sein Nachfolger wurde Martti Ahtisaari.
Koivisto war Mitglied im Club of Rome und Träger des Ordens vom Weißen Adler, des höchsten Ehrenzeichens der Republik Polen.

## Würdigungen
Nach Mauno Koivistio wurde im Stadtteil Kampi der finnischen Hauptstadt Helsinki ein zentraler Platz (Mauno Koivisto aukio) ihm zu Ehren benannt. Ebenso ehrte die Stadt Turku, aus der Koivisto stammt, indem sie einen Platz nach ihm benannte.
Mauno Koivisto wurde von der finnischen Post dreimal mit einer Sondermarke geehrt. Die erste (Michel-Nummer 950) stammt von 1983 mit einem Frankaturwert von 1,30 Fmk. Die zweite (Michel-Nummer 1235) von 1993 erschien mit einem Frankaturwert von 2,30 FmK und wurde in einer Auflage von zwei Millionen produziert. Die dritte Marke (Michel-Nummer 2527) kam zum Tod von Koivisto 2017 als selbstklebende Marke mit einer Auflage von einer Million heraus.

## Bibliographie
- Richtmarken: Finnland in der Welt. Deutsche Fassung Reinhold Dey. Herausgegeben von Keijo Immonen u. Jaakko Kalela, Kirjayhtymä, Helsinki 1988, ISBN 951-26-3145-8.
- Geographie und Geschichte. Finnische Sicherheitspolitik. Herausgegeben von Keijo Immonen und Jaakko Kalela. Aus dem Finnischen von Klaus Riemann, ECON, Düsseldorf/Wien/New York/Moskau 1992, ISBN 3-430-15638-6.
- Kaksi kautta 1, Muistikuvia ja merkintöjä 1982-1994 (dt.: „Zwei Amtszeiten 1: Erinnerungen und Einträge“), Autobiographie Teil 1, 1994, ISBN 951-26-3947-5
- Kaksi kautta 2, Historian tekijät (dt.: „Zwei Amtszeiten 2: Die Macher von Geschichte“), Autobiographie Teil 2, 1995, ISBN 951-26-4082-1
- Liikkeen suunta (dt.: „Die Richtung der Bewegung“), Autobiographie Teil 3, 1997, ISBN 951-26-4272-7
- Koulussa ja sodassa (dt.: „In der Schule und im Krieg“), Autobiographie Teil 4, 1998, ISBN 951-26-4384-7